# Kurt Cohn
Kurt Ernst Cohn (* 19. Juli 1899 in Glogau; † 21. Februar 1987 in Berlin) war ein deutscher Richter jüdischer Herkunft und Funktionär der DDR-Blockpartei LDPD und des Kulturbunds der DDR.

## Leben
Kurt Cohn war der Sohn des Kaufmanns Adolph Cohn. Eine seiner Cousinen war die spätere bedeutende Übersetzerin Alice Seiffert. An den Universitäten Berlin und Leipzig studierte er von 1918 bis 1922 Rechtswissenschaften und absolvierte nach Studienende sein Rechtsreferendariat. Noch als Student trat er 1918 der neugegründeten Deutschen Demokratischen Partei (DDP) bei und war Mitbegründer des Demokratischen Studentenbunds. Nach seiner Promotion 1925 trat er in den Justizdienst ein und war zunächst an den Amtsgerichten Plauen und Leipzig tätig sowie ab 1929 als Landgerichtsrat in Chemnitz. Er war Mitglied des Republikanischen Richterbunds. Er war Mitglied des Central-Vereins deutscher Staatsbürger jüdischen Glaubens (CV) und ab 1928 dort im Hauptvorstand.
Im Mai 1932 wurde Cohn als Mitglied der 3. Strafkammer wegen Befangenheit abgelehnt, weil er neben seiner demokratischen Haltung, „überdies“ Jude war, wie es in den Protokollen des Sächsischen Landtags hieß.
Im März 1933 wurde er aus politischen Gründen und als Jude nach dem Gesetz zur Wiederherstellung des Berufsbeamtentums aus dem öffentlichen Dienst entlassen. Im CV war er von 1934 bis 1938 geschäftsführender Vorsitzender des Landesverbands Mittel-Deutschland. Er wurde im Zuge der Novemberpogrome 1938 festgenommen und in das KZ Buchenwald deportiert, konnte nach seiner Entlassung im Februar 1939 aber noch im August desselben Jahres nach Großbritannien fliehen, von wo aus er 1940 als „feindlicher Ausländer“ in Australien interniert wurde.
Von 1949 bis 1971 war er Oberrichter am Obersten Gericht der DDR.
Cohn trat Anfang April 1949 der Liberal-Demokratischen Partei Deutschlands (LDPD) bei und saß ab September 1949 dem Rechtsausschuss der Partei vor.  Ab 1964 war er Mitglied des Zentralvorstands der LDPD. Er war Mitglied des Komitees der Antifaschistischen Widerstandskämpfer, zeitweilig Funktionsträger im Kulturbund zur demokratischen Erneuerung (Mitglied der Bezirksleitung Berlin und Kreisleitung Berlin-Treptow) sowie Stadtbezirksverordneter in Berlin-Treptow. Ab 1972 war Cohn ehrenamtlich als Rechtsberater der Jüdischen Gemeinde in Ost-Berlin tätig.

## Ehrungen in der DDR
- Stern der Völkerfreundschaft in Gold[7]
- Vaterländischer Verdienstorden in Gold (1974)[2]
- Banner der Arbeit (1969)[2]
- Vaterländischer Verdienstorden in Silber (1964)[2]
- Vaterländischer Verdienstorden in Bronze (1960)[2]
- Medaille für Kämpfer gegen den Faschismus 1933 bis 1945[2]

## Schriften
- Die Rechtsgebilde des Kohlenwirtschaftsgesetzes und seiner Ausführungsbestimmungen, Roßbergsche Buchhandlung, Leipzig 1926 (Zugl.: Leipzig, Juristische Dissertation)
- Der Central-Verein der Zukunft : Eine Denkschrift zur Hauptversammlg 1928 des Central-Vereins deutscher Staatsbürger jüdischen Glaubens e. V., Manuskript 1928 (zusammen mit Friedrich Brodnitz und Ludwig Tietz)
- Grundriss des englischen Handelsrechts, Kammer für Aussenhandel d. Dt. Demokrat. Republik, Abt. Jur. Dienst, Berlin 1978